# بمباران الوود
بمباران الوود (به انگلیسی: Bombardment of Ellwood) در طول جنگ جهانی دوم، حمله‌ای دریایی توسط یک زیردریایی ژاپنی علیه اهداف ساحلی ایالات متحده آمریکا در نزدیکی سانتا باربارا، کالیفرنیا در فوریه ۱۹۴۲ بود. اگرچه خسارات وارده ناچیز بود، اما این رویداد در ایجاد ترس از حمله به ساحل غربی نقش کلیدی داشت و بر تصمیم برای بازداشت ژاپنی-آمریکایی‌ها تأثیر گذاشت. این رویداد همچنین اولین گلوله‌باران سرزمین اصلی آمریکای شمالی در طول این درگیری را رقم زد.